# Cratere Kirsanov
Kirsanov  è un cratere sulla superficie di Marte.